# Piezoelektrični efekt
Piezoelektrični efekt (grč. piezo - gurati) ili piezoelektrični učinak je pojava stvaranja električnog naboja na površini posebno odrezanog kristala (čvrsti dielektrik - izolator) koji je elastično deformiran vanjskom silom. Jedna strana (površina) tog kristala nabit će se negativno, a druga pozitivno. Dakle, kristal postaje električki polariziran. Polarizacija kristala je najveća kada je naprezanje usmjereno u pravcu piezoelektrične osi kristala. Promjenom smjera deformacije (tlak - vlak) dolazi do polarizacije obrnutog smjera. Piezoelektrični efekt otkrili su 1890. Jacques i Pierre Curie. Koristi se u senzorima tlaka. Najznačajniji piezoelektrični materijali su kvarc (SiO2), Seignettova sol, turmalin, topaz, kost, svila, drvo, te umjetni materijali poput raznih vrsta keramike, plastike i kristala, a u novije vrijeme PZT keramike. Iako je dugo nakon otkrića bio samo zanimljiv laboratorijski efekt, s vremenom je pronašao primjenu u brojnim uređajima. Prisutan je i obrnuti efekt: mehanička deformacija materijala kada je na njega primijenjen električni napon.
Elektromehanički pretvornici pretvaraju električnu energiju u mehaničku i obrnuto. Koriste se pasivno i aktivno. Pasivno kao senzori, kad samo primaju signale. Tu se izravno piezoelektrična svojstva koriste da bi se proizveo napon iz vanjskog naprezanja. Ovaj način uključuje hidrofone, podvodne prislušne naprave, mikrofone, fonograme, mjerne trake dinamičkog naprezanja, kvarcni oscilator, senzore vibracija i dr. U aktivnom modu se koriste za slanje akustičkih signala u medij. To uključuje kontrolu bez razaranja, pronalazače ribe/dubine, tintne pisače, mikropozicijske naprave, mikropumpe, ultrazvuk u medicini. Prva praktična primjena piezoelektričnog efekta bila je u sonarima tokom Prvog svjetskog rata. Vjerojatno najrasprostranjenija primjena je u džepnim upaljačima. Kada se upaljač pritisne, okidač s oprugom udara u komad piezolektričnog kristala i zbog njegove deformacije stvara se električni potencijal koji izaziva iskru i pali plin.

## Povijest
Prve pretpostavke o postojanju piezoelektričnog efekta postavio je Coulomb (1815.), pretpostavivši da je moguće proizvesti elektricitet deformacijom čvrstog tijela. Becquerel je 1820. predložio pokuse s kristalima minerala u tom smislu. Te pokuse su 1880. izveli braća Jacques i Pierre Curie u svojoj 21, odnosno 24 godini, postavši otkrivačima piezoelektričnog efekta. Još prije njihovog otkrića bilo je poznato svojstvo pojave električnih polova različitih predznaka na suprotnim krajevima kristala kada bi kristali bili izloženi promjeni temperature - ta pojava naziva se piroelektricitet (grč. pyr - vatra). Braća Curie uspjeli su postići isti efekt primjenjujući silu na kristal u određenim smjerovima.
Naziv piezoelektricitet predložen je 1881. (Hankel), a iste godine postavljena je pretpostavka o postojanju suprotnog efekta - mehaničke deformacije kristala ako mu se na suprotne krajeve dovedu raznoimeni električni naboji. Tu pretpostavku su 1881. potvrdili otkrivači efekta, braća Curie. Kasnije se pokazalo da je reverzibilnost ove pojave posljedica simetrija u kristalima. Znanost i tehnologija dobili su jednostavan, izravan i izvanredno precizan način pretvorbe mehaničke u električnu energiju i obratno.
Teorijsku osnovu za razumijevanje piezoelektričnog efekta postavio je Kelvin (1893.), a tenzorske jednadžbe koje opisuju (linearnu) vezu između deformacije i električnog polja kod piezoelektričnih kristala dao je Woldemar Voigt 1894. Do prvih praktičnih primjena piezoelektričnog efekta došlo je za vrijeme Prvog svjetskog rata, kada su proizvedeni prvi sonarni uređaji za otkrivanje podmornica. Sljedećih godina otkriveni su novi piezoelektrični materijali, i unaprijeđivano je teorijsko razumijevanje pojave. Danas je pažnja usmjerena na nove tehnološke primjene i otkrivanje novih piezoelektričnih materijala (posebno korisnima su se pokazale piezoelektričnie keramike i sintetski polimeri).

## Fizika piezoelektrika
Za opažanje piezoelektričnog efekta nužno je da se piezoelektrični materijal ponaša kao dielektrik, tj. izolator. Iako se u takvom dielektriku u odsutstvu vanjskog električnog polja ne opaža nikakav ukupan dipolni moment, tj. ne pojavljuje se nikakvo vanjsko električno polje, u prisutstvu električnog polja opaža se neki ukupan dipolni moment. Očito, u prisutstvu električnog polja u dielektriku se induciraju dipoli (orijentirani suprotno smjeru silnica električnog polja). Svi pojedinačni inducirani dipolni momenti u dielektriku su usmjereni u istom smjeru, pa se može promatrati ukupan vektor polarizacije dielektrika, koji ima dimenziju (C/m2), tj. gustoće naboja. Može se pokazati da su električno polje i potencijal unutar i izvan takvog dielektrika jednaki onima koji bi bili izazvani postojanjem samo površinskog naboja na dielektriku. Takav površinski naboj naziva se "vezani naboj". Ukratko, inducirani dipoli u dielektriku manifestiraju se kao površinski naboj.
Budući da je kristal nepolaran, dipolni momenti su orijentirani simetrično na takav način da ukupan dipolni moment svake grupe iona isčezava. No, ako taj kristal stlačimo, očito je da će u ukupnom zbroju dipolnih momenata preostati jedan dio vertikalne komponente. Dakle, svaka grupa od tri iona posjeduje neki dipolni moment, kao u slučaju kada je električno polje djelovalo na nepolarni dielektrik. Stoga analogno s primjerom dielektrika u električnom polju očekujemo pojavu površinskog naboja na kristalu. Ako se na gornju i donju stranu takvog kristala spoje elektrode i u njihov krug uključi osjetljivi ampermetar, moći ćemo detektirati protok naboja kroz krug. Iako grub i pojednostavljen, ovakav model dobro opisuje događaje u piezoelektriku, u slučaju kada se na njega djeluje mehaničkom silom. Važno je primijetiti da, kada se jednom naboj odvede s površine dielektrika, unutar kristala nastaje nova ravnoteža, tj. ukupni dipolni momenti grupe iona ponovno isčeznu. Dakle, stalan tlak na piezoelektrik neće proizvoditi stalnu struju.
Obrnuti efekt, mehanička deformacija kristala ako se na njegove površine dovede naboj, objašnjava se na isti način. Tada električno polje inducira dodatni dipolni moment suprotno smjeru silnica električnog polja. Budući da sustav iona teži ravnoteži, tj. poništavanju ukupnog dipolnog momenta (ako je kristal dovoljno elastičan), dolazi do širenja ili stezanja elementarnih ćelija kristala, što konačno rezultira mehaničkom deformacijom, čiji rad je obavljen na račun energije električnog polja koje potječe od dovedenih naboja. Strukturu kristala održavaju elastične ionske i međumolekulske sile, koje su Coulombove sile koje opadaju s kvadratom udaljenosti. Stoga bismo mogli pretpostaviti da kod piezoelektričnog efekta ne vrijedi Hookeov zakon, tj. da su jednadžbe koje opisuju deformaciju piezoelektrika primjenom sile nelinearne. Ipak, mjerenja su pokazala da su za malu promjenu u volumenu jednadžbe linearne, što je posljedica superpozicije Coulombskih međudjelovanja u kristalnoj rešetci.
Za komercijalno dostupne kristale se uz silu od 10 N može dobiti maksimalno 7 nC naboja. Poznavajući električni kapacitet piezo uređaja, koji se mijenja unutar velikog raspona redova veličine (od mikro do nano farada), može se izračunati napon stvoren na kontaktima. Okvirno govoreći, komercijalni piezoaktuatori uz dovedeni napon od nekoliko stotina volti mogu se deformirati maksimalno za stotinjak mikrometara. Naravno, moguće je proizvesti i mnogo preciznije aktuatore, koji se deformiraju za svega nekoliko nanometara - takvi aktuatori se koriste pri elektronskoj mikroskopiji. Uz poseban dizajn, mogući su i aktuatori s mnogo većom deformacijom za posebne potrebe.

## Materijali za piezoelektrične pretvornike i senzore

### Pojedinačni kristali
Pojedinačni kristali kao piezoelektrični materijali prevladavaju u određenim primjenama, kao u npr. osilatorima stabiliziranom frekvencijom kod radara i satova, akustičnim filterima u televizorima, korelatorima analognih signala i dr. Ova skupina uključuje: kvarc, litijski niobat, litijski tantalid, amonijum-dihidrogen-sulfat, litijski sulfat-monohidrat i Rochellovu sol. Nedavno je otkriveno da superiorne piezoelektrične karakteristike posjeduju: Pb-Zn-Ni, Pb-Mg-Ni i njihove kombinacije s Pb-Ti. Kod kvarca Curiejeva temperatura je relativno visoka (573 °C), pa je kvarc stabilan pri visokotemperaturnim promjenama. Jeftin je i ima jako mjesto među visokotemperaturnim primjenama. Litij niobat i tantalat se koriste u infracrvenim detektorima. Rochellijeva sol je pogodna za primjene u vodi. kao elektroakustični pretvornik.

### Piezoelektrične keramike
Drugi tip piezoelektičnih materijala dominira tržištem pretvornika: piezoelektrične keramike, piezoelektrični polimeri i kompoziti piezoelektričnih keramika s neaktivnim polimerima. Najveći strukturni tip izrađen od oksigen-oktahedara u kutovima (engl. corner-sharing oxigen-octahedra) je "perovskite" obitelj. To je ime dano grupi materijala s općom formulom ABO3. Imaju istu strukturu kao mineral kalcijevog titanida (CaTiO3). Piezoelektrične keramike koje imaju ovu strukturu su:  barijev titanat (BaTiO3), olovni titanat (PbTiO3), olovni cirkontitanid (PbZrx Ti1-xO3 ili PZT), olovni-lantij-titranid (Pb1-xLax(ZryT1-y)1-x/4O3 ili PLZT), olovni-magnezij-niobid (PbMg1/3Nb2/3O3 ili PMN).
Ima više vrsta PZT keramika. One su dvojne kombinacije PbZrO3 (antiferoelektrični materijal) i PbTiO3 (feroelektrik). Zr i Ti zauzimaju B mjesto u općoj formuli nasumično. Na sobnoj temperaturi uz Zr/Ti omjer 52/48 dobivaju se piezoelektrični materijali koji se lako polariziraju. Teške PZT su dopirane akceptorskim ionima K, Na na A mjestu ili Fe, Al i Mn na B mjesu u općoj formuli. Dopiranje snižava piezoelektrična svojstva. Meka PZT keramika dopirana je donorskim ionima La na A mjestu ili Nb, Sb na B mjestu opće formule.

### Piezoelektrični polimeri
Piezoelektrično ponašanje polimera je zamjećeno prvi put 1969. To ponašanje proističe iz kristalnih područja oformljenih u polimerima za vrijeme ukrućivanja. Najpoznatiji piezoelektrični polimeri su: polivinidilenski florid (PVDF), polivinidilenski florid - trifluoroetilenski kopolimer (P(VDF-TrFE)) i neparni niloni, kao nilon-11. Elektromehanička svojstva piezoelektričnih polimera su značajno niža od keramika. Relativna dielektrična konstanta se kreće između 6 i 12, faktor sprege oko 0,2, a Curiejeva točka oko 100 °C.

### Piezoelektrični kompozitni materijali od kombinacije keramike i polimera
Uz monolitne materijale, kompozitni (složeni) materijali iskazuju piezoelektrična svojstva ako se tvore od piezoelektričnih keramika i polimera.

## Primjena

### Piezoelektrični oscilatori
Najpoznatiji primjeri uporabe piezoelektrika u svakodnevnom životu su npr. "kvarcni" ručni satovi, koji koriste precizno oblikovan kristal kvarca (poznati piezoelektrik) kao izvor oscilacija precizno određene i konstantne frekvencije. Takvi oscilatori koriste se i u svakom elektroničkom računalu kao generatori takta za procesor, sabirnicu itd. Piezoelektrični oscilatori nalaze se i u pagerima i mobilnim telefonima, i odgovorni su za precizan odabir radio frekvencije na kojima uređaji rade. Naime, svaki piezoelektrični kristal posjeduje vlastitu rezonantnu frekvenciju (ili više njih), koje ovise o obliku i veličini kristala, kao i o materijalu od kojega je kristal izrađen.

### Zvučnici
Poznati su "tanki" zvučnici, koji koriste piezoelektričnu polimernu membranu. Poznata je još jedna vrsta zvučnika koja se često koristi u jeftinim uređajima kao zvučni alarm (budilice, videoigre) - takvi zvučnici građeni su od komada piezoelektrične keramike priljepljene epoksi smolom za komad metala. Nadalje, precizne digitalne vage koriste piezoelektrike za vrlo točno određivanje mase. Najrazličitiji mikrofoni, detektori pritiska, akcelerometri itd. rade na principu piezoelektričnog efekta.

### Sonarni uređaji
Sonari ili sonarni uređaji koji se koriste za istraživanje podmorja, otkrivanje podmornica i jata riba kao generatore zvučnog signala i zvučna osjetila, koriste piezoelektrične tvari. Piezoelektrični aktuatori koriste se i za preciznu manipulaciju (na nanometarskoj skali) pri elektronskom i skenirajućem tunelirajućem mikroskopiranju, kao i nužni dijelovi u adaptivnoj optici.

### Tintni pisač
Većina tintnih pisača koristi piezo tehnologiju ispisa: za stvaranje točkice tinte na papiru koristi se piezoelektrik kroz kojega je probušena kapilara u kojoj se nalazi tinta. Kada se dovede napon na piezoelektrik, kristal se sažme, pa se automatski smanjuje volumen kapilare, raste tlak tinte unutar nje i iz glave pisača izljeće sićušna kapljica boje, koja završava na papiru.

### Uklanjanje vibracija
Kombinacija piezoelektrika se može koristiti i za uklanjanje neželjenih vibracija kod preciznih uređaja, tako da jedan piezoelektrik otkriva vibracije, a drugi emitira vibracije koje ih točno poništavaju.

### Plinski upaljači
Poznata je primjena piezoelektričnog efekta je u plinskim upaljačima (za cigarete), u kojima se pritiskom na piezoelektrik stvara električna iskra koja pali smjesu plinova.